# Karl Hermann Friedrich Grunert
Karl Hermann Friedrich Grunert, kurz Karl Grunert, (* 25. September 1867 in Stallupönen, Ostpreußen; † 20. Oktober 1941 in Bremen) war ein deutscher Augenarzt.

## Biografie

### Ausbildung und Beruf
Grunert studierte nach dem Abitur in Königsberg Medizin an der Albertus-Universität Königsberg sowie an der Philipps-Universität Marburg und promovierte zum Dr. med. Nach dem Staatsexamen wurde er Assistent an der Augenklinik der Universitätsklinik Tübingen und habilitierte dort 1898. 1902 folgte die Ernennung zum Professor im Bereich der Augenheilkunde.
1904 zog er nach Bremen und übernahm die Praxis von Georg Stube. Er und Dr.med August Lürman (1866–1913) gründeten 1905 eine Augenklinik in der Herderstraße im Ortsteil Fesenfeld. Er war ein hervorragender Augen-Chirurg und veröffentlichte eine Reihe von Beiträgen. Die Praxis wurde 1929 zur Rembertistraße verlegt, in der Grunert bis zu seinem Tod tätig war.

### Mitgliedschaften und Ehrungen
Grunert war zudem längere Zeit Vorsitzender des Allgemeinen Bremer Turnvereins von 1860 (ABTV), der 1919 mit dem Bremer Sportclub (BSC) fusionierte.
Nach 1919 war er im Bremer Vorstand der Deutschnationalen Volkspartei (DNVP).
Die Karl-Grunert-Straße in Bremen-Arsten wurde 1966 nach ihm benannt.

## Schriften
- Die Dehnsucht des Auges (Myopie) und ihre Behandlung. J.F. Lehmanns Verlag, München 1934.
- Migräne und Auge
- Fernwirkung von Brechungsfehlern